# Хомутина (река, впадает в Охотское море)
Хомутина (Левая Хомутина) — река на полуострове Камчатка в России.
Длина реки — 76 км. Площадь водосборного бассейна — 422 км². Протекает по территории Усть-Большерецкого района Камчатского края. Впадает в Охотское море.

## Данные водного реестра
По данным государственного водного реестра России относится к Анадыро-Колымскому бассейновому округу.